# Fabian Culot
Fabian Culot (Luik, 11 mei 1979) is een Belgisch politicus voor de liberale MR.

## Levensloop
Culot werd in 2002 licentiaat in de rechten aan de Universiteit Luik en schreef zich als advocaat in aan de balie van Luik. Hij specialiseerde zich in administratief, publiek en grondwettelijk recht.
Als adolescent kreeg hij de smaak van politiek te pakken en op zijn achttiende sloot hij zich aan bij de toenmalige PRL en haar jongerenafdeling JRL. Van 1999 tot 2008 was hij voorzitter van de JRL- en vervolgens de Jeunes MR-afdeling van de stad Seraing, van 2006 tot 2008 nationaal politiek secretaris van de Jeunes MR, van 2008 tot 2012 voorzitter van de Jeunes MR-afdeling van de provincie Luik en vanaf 2007 administratief secretaris van de MR-federatie van het arrondissement Luik.
In 2002 werd Culot kabinetsmedewerker van toenmalig minister in de Franse Gemeenschapsregering Richard Miller, een functie die hij tot in 2003 uitoefende. Vervolgens was hij van 2003 tot 2004 adviseur van MR-partijvoorzitter Antoine Duquesne en van 2004 tot 2009 parlementair medewerker. Sinds december 2006 is Culot eveneens gemeenteraadslid van Seraing, waar hij in 2012 fractievoorzitter voor zijn partij werd. Van december 2006 tot juni 2017 was hij daarnaast provincieraadslid van Luik; vanaf 2012 was hij er tevens fractieleider van zijn partij.
Culot kwam ook op bij verschillende parlementsverkiezingen. Bij de Waalse verkiezingen van mei 2014 was hij eerste opvolger in het arrondissement Luik. Hij kwam in juli 2017 in het Waals Parlement en het Parlement van de Franse Gemeenschap terecht ter opvolging van Virginie Defrang-Firket, die burgemeester van Neupré werd. In het Waals Parlement was hij lid van de commissie Leefmilieu, Ruimtelijke Ordening en Openbare Werken, de commissie voor Europese Aangelegenheden en de commissie voor Gelijkheid tussen Mannen en Vrouwen en legde hij zich toe op bestuurszaken, zoals het bevorderen van burgerparticipatie en de hervorming van de provincies. In het Parlement van de Franse Gemeenschap zetelde hij in de commissies Hoger Onderwijs, Onderzoek en Media en Begroting, Openbaar Ambt en Administratieve Vereenvoudiging. Culot bleef parlementslid tot aan de Waalse verkiezingen van mei 2019 en werd toen niet herkozen. Hij was vervolgens van 2019 tot 2024 kabinetschef van Pierre-Yves Jeholet, de toenmalige minister-president van de Franse Gemeenschap.
Bij de Waalse verkiezingen van juni 2024 was Culot eerste opvolger in het arrondissement Luik. Omdat Virginie Defrang-Firket verzaakte aan haar mandaat, kon hij dezelfde maand nog de eed afleggen in het Waals Parlement en het Parlement van de Franse Gemeenschap. Een maand later nam hij echter alweer ontslag om opnieuw kabinetschef van Pierre-Yves Jeholet te worden, die in de Waalse regering viceminister-president werd.
Hij nam tevens verschillende bestuursmandaten op: van 2007 tot 2011 bestuurder bij de gasmaatschappij Association Liégeoise du Gaz, van 2007 tot 2019 bestuurder en lid van het directiecomité van de afvalintercommunale Intradel, sinds 2017 bestuurder en van 2017 tot 2018 vicevoorzitter van de intercommunale Publifin en opvolger Enodia, van 2019 tot 2020 vicevoorzitter van het directiecomité en de bestuursraad van het ziekenhuis CHR Citadelle, sinds 2020 vicevoorzitter van de investeringsmaatschappij Noshaq en van 2019 tot 2022 voorzitter van het Beheerscomité van de pensioenen van de provinciale en plaatselijke besturen.